# Milot (Albania)
Milot (Miloti) è una frazione del comune di Kurbin in Albania (prefettura di Alessio), situato sulla riva sinistra del fiume Mat.
Fino alla riforma amministrativa del 2015 era comune autonomo, dopo la riforma è stato accorpato, insieme agli ex-comuni di Fushë-Kuqe, Laç, e Mamurras a costituire la municipalità di Kurbin.

## Località
Il comune era formato dall'insieme delle seguenti località:
- Milot
- Fshati Skurraj
- Mal Milot
- Fushe Milot
- Mal Bardhe
- Gallate
- Selite
- Gernac
- Vinjoll
- Shullaz
- Prozhme
- Delbnisht
- Fer-Shkopet
- Shkope